# Hybos spinicosta
Hybos spinicosta är en tvåvingeart som beskrevs av Wheeler och Axel Leonard Melander 1901. Hybos spinicosta ingår i släktet Hybos och familjen puckeldansflugor. Inga underarter finns listade i Catalogue of Life.